# Apterichtus keramanus
Apterichtus keramanus är en fiskart som beskrevs av Machida, Hashimoto och Yamakawa, 1997. Apterichtus keramanus ingår i släktet Apterichtus och familjen Ophichthidae. Inga underarter finns listade i Catalogue of Life.